# Christie Ambrosi
Christie Ambrosi, född den 21 december 1976 i Kansas, är en amerikansk softbollspelare.
Hon tog OS-guld i samband med de olympiska softboll-turneringarna 2000 i Sydney.